# Emil Sjögren
 Der er for få eller ingen kildehenvisninger i denne artikel, hvilket er et problem. Du kan hjælpe ved at angive troværdige kilder til de påstande, som fremføres i artiklen.

Johan Gustaf Emil Sjögren (født 16. juni 1853 i Stockholm, død 28. februar 1918 sammesteds) var en svensk komponist.
Sjögren studerede ved Konservatoriet i Stockholm og senere (1879-1880) i Berlin, hvor han modtog undervisning i kontrapunkt af Friedrich Kiel og orgel af Carl August Haupt.
Han debuterede som komponist i 1876 med et hæfte sange og blev senere kendt for sine vokal- og klaverkompositioner. Hans sangværker inkluderer Tannhäuser-Sangene, Spanische Lieder og Der Vogt von Tenneberg. Blandt hans klaverkompositioner findes Erotikon (prisbelønnet i København), Novelletter, Paa Vandring og Stemninger. Han komponerede også fem violin-sonater, hvoraf E-moll-Sonaten (Nr. 2) er blandt hans mest anerkendte værker. Musikken bærer præg af inspiration fra Edvard Grieg, men har samtidig karakteristiske svenske elementer.
Ud over sine kammermusikalske værker skrev Sjögren også større vokalværker, herunder Bacchanal og Johanneskantat, samt musik for orgel. I 1891 blev han ansat som organist ved Johanneskirken i Stockholm, en stilling han beholdt resten af sit liv.
Sjögrens musik er blevet beskrevet som lyrisk og karakterfuld, og han anses som en betydningsfuld skikkelse i svensk musikliv i sin samtid.